# Nikolaus Kasche
Nikolaus Kasche (* 16. November 1754 in Groß-Glogau in Preußisch-Schlesien; † 4. Februar 1824 in Wien) war ein österreichischer Zisterzienser und 59. Abt des Stiftes Heiligenkreuz. 

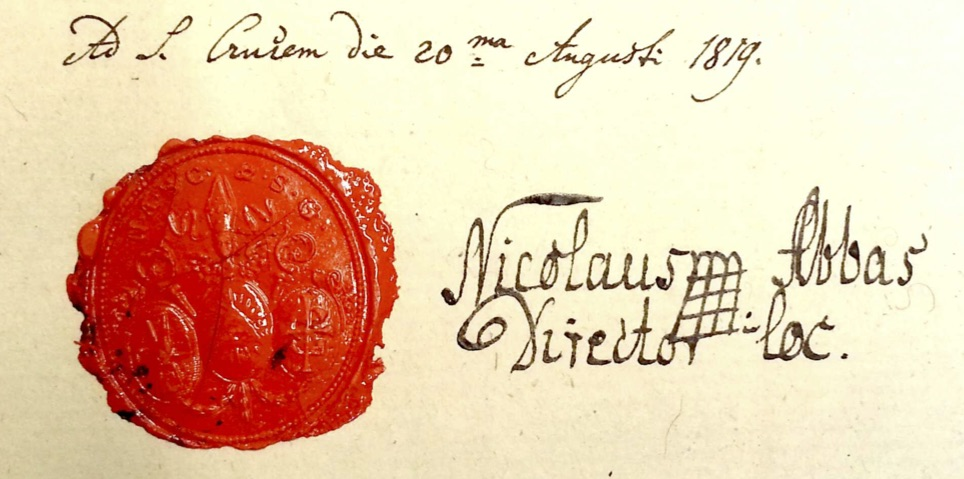
Abt Nikolaus Kasches Siegel und Unterschrift

## Leben
Nikolaus Kasche legte am 22. November 1778 die Profess ab und feierte am 27. März 1780 die Primiz. Von 1780 bis  1782 war er Sekretär des Priors, von 1788 bis 1792 Pfarrverweser des Stiftes, 1791 Pfarrverweser in Trumau und 1791 bis 1806 Amtsverwalter. Nach dem Tode des Abtes Marian II. war er von 1805 bis 1806 Administrator des Stiftes und wurde am 6. August 1806 zum 59. Abt von Heiligenkreuz und 4. Abt von St. Gotthard gewählt. Er wurde auf dem Klosterareal von Heiligenkreuz begraben; heute ist sein Grabstein an der Außenseite der Nordwand der Bernardikapelle aufgestellt.

## Werke
- Dies primitialis sacerdotii dies gratiae, et beneficii divini omnino primitialis, sei praeeminens in humana natura, 1821.